# Atlético Huila
Club Deportivo Atlético Huila, często zwany Atlético Huila jest kolumbijskim klubem piłkarskim z siedzibą w mieście Neiva. Klub założony w roku 1990 rozgrywa swoje mecze domowe na stadionie Estadio Guillermo Plazas Alcid mieszczącym około 23 000 widzów.

## Osiągnięcia

### Krajowe
- Categoría Primera A

| zwycięstwo (0):     | –                  |
| drugie miejsce (2): | 2007 (A), 2009 (F) |